# Kjell Westö

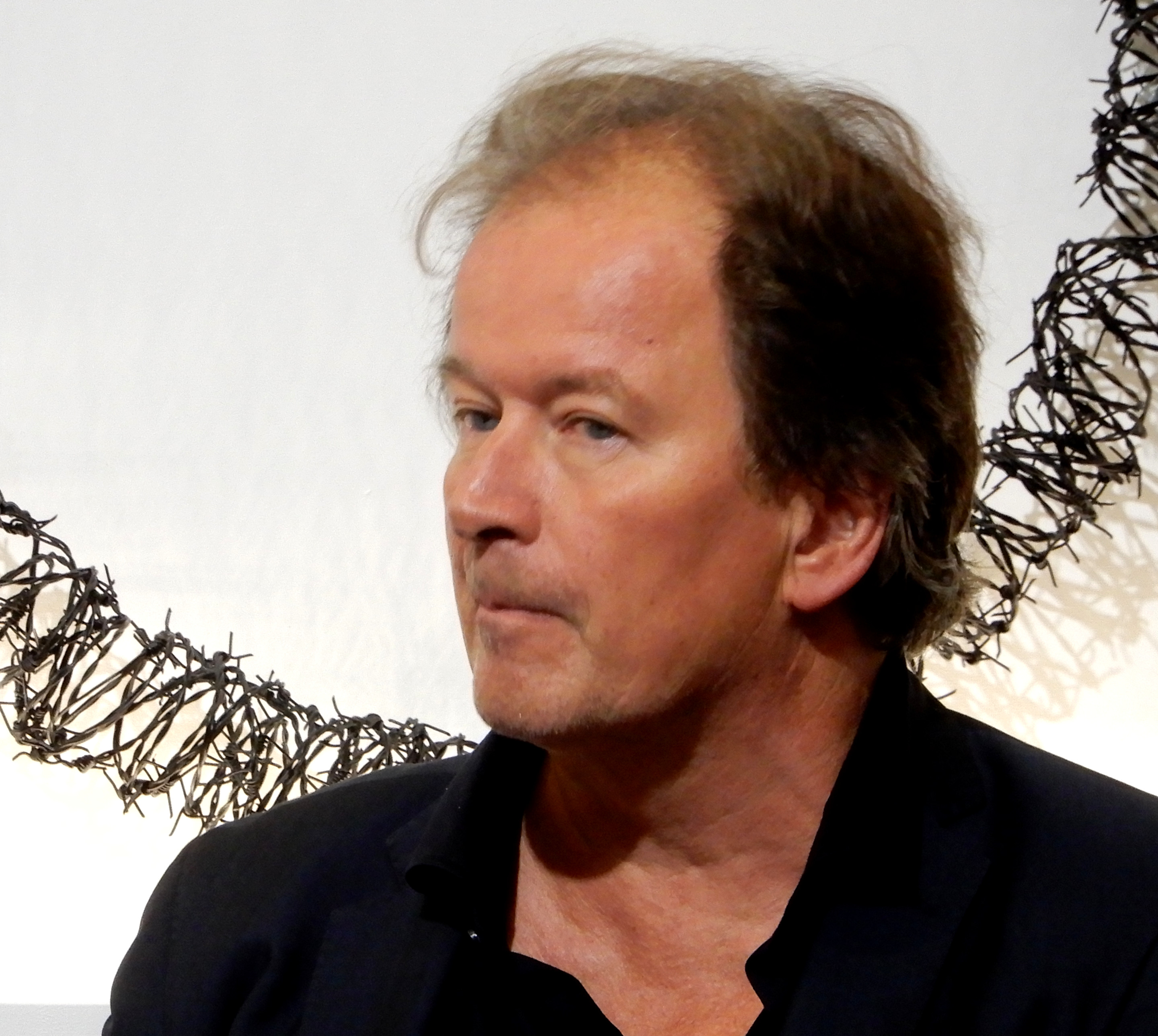
Kjell Westö på Bokmässan 2022

Kjell Anders Westö, född 6 augusti 1961 i Helsingfors, är en finlandssvensk författare. Han debuterade som poet år 1986, men övergick snabbt till att skriva noveller och småningom till romaner. Han fick sitt genombrott med romanen Drakarna över Helsingfors (1996), som tillsammans med Vådan av att vara Skrake (2000), Där vi en gång gått (2006) och Gå inte ensam ut i natten (2009) bildar en svit av fristående romaner om Helsingfors. Westö fick Finlandiapriset 2006 för Där vi en gång gått, och år 2014 belönades han med Nordiska rådets litteraturpris för Hägring 38. 

## Biografi

### Ungdom
Kjell Westö växte upp i stadsdelen Munkshöjden i nordvästra Helsingfors. Familjen var helt svenskspråkig, men redan under den tidiga barndomen lärde han sig finska och talar språket flytande sedan dess. När Westö var tio år gammal flyttade familjen till Munksnäs. Föräldrarna John-Eric och Christina Westö, född Hedberg, hade vuxit upp i Österbotten, men flyttat till Helsingfors för att studera. De var utexaminerade från Svenska handelshögskolan och fadern arbetade inom musikindustrin. Till familjen hörde också den yngre brodern Mårten, som senare blev författare och översättare. 
Westö har berättat att han älskade att skriva fantasiuppsatser i skolan. Hans stora intresse som barn var idrott men i tonåren tog musikintresset över och han började spela gitarr i olika källarband. 
Westö studerade journalistik vid Svenska social- och kommunalhögskolan i Helsingfors åren 1981-85 och litteratur vid Helsingfors universitet 1985-87. Han tog dock aldrig någon examen.  
Före sin författarkarriär arbetade han som journalist vid tidningarna Hufvudstadsbladet och Ny Tid och publicerade reportage, dikter och noveller i unglitterära tidskrifter såsom KLO och Folkjournalen. Han arbetade också som skivförsäljare och skrev musikkritik i bland annat Hufvudstadsbladet. 
Westö är frånskild och har två vuxna söner. Han bor i Helsingfors innerstad och hans största fritidsintresse är fortfarande musiken. Han spelar gitarr i två coverband, WHAT? och Nyrok Dolls.

### Författarkarriär
Kjell Westö debuterade 1986 med diktsamlingen Tango orange. Samlingen, som ger uttryck för en ungdomligt berusad och samtidigt pessimistisk livssyn, uppmärksammades och följdes snabbt av ytterligare två diktsamlingar. 
Efter detta började Westö skriva prosa i form av noveller. Hans novellsamling Utslag och andra noveller från år 1989, skriven på en urban och vardagsnära prosa, blev en kritikerframgång och nominerades för Finlandiapriset. 
Westö romandebuterade med Drakarna över Helsingfors år 1996 och boken blev hans genombrott. Den behandlar samhälls- och strukturomvandlingarna från andra världskrigets slut till mitten av 1990-talet, med familjeband och generationskonflikter som centrala temata. Också staden Helsingfors och dess utveckling spelar en central roll i romanen. Romanen dramatiserades och sattes upp som teaterpjäs på Teater Viirus år 2000 i regi av Reko Lundán och filmatiserades av Peter Lindholm år 2001. 
Westös andra roman Vådan av att vara Skrake kom år 2000 och nominerades till Finlandiapriset. I boken sammanbinder Westö de manliga huvudpersonernas marginella öden i en fiktiv helsingforsisk förortsmiljö.
Romanen Lang kom två år senare (2002) och i den skildrar Westö den samtida medievärlden ironiskt och satiriskt. Romanen nominerades för Finlandiapriset och Nordiska rådets litteraturpris och översattes till tretton språk. 
Westös fjärde roman Där vi en gång gått (2006), en kollektivroman som skildrar 1900-talets första tre årtionden via ett Helsingfors i förändring, blev en enorm framgång och belönades med Finlandiapriset. Den blev både teaterpjäs, film och tv-serie och med den blev Westö även känd i Sverige. Romanen har översatts till åtta språk.  
Romanen Gå inte ensam ut i natten från år 2009 är den fjärde och sista av de fristående böckerna i Helsingforssviten och beskriver 1960-talets popvärld med arbetarklassens olika livsöden i fokus.
År 2011 publicerades Sprickor, en samling krönikor och essäer från tjugofem års tid, och 2013 kom romanen Hägring 38. Den är en thrillerartad skildring av Finlands svåra tid strax före andra världskriget. Romanen nominerades för Augustpriset och Finlandiapriset 2013 och belönades med Nordiska rådets litteraturpris och Sveriges Radios romanpris 2014. Samma år fick Westö också Samfundet De Nios Stora pris samt Aniarapriset för sitt samlade författarskap. Båda priserna delas ut i Sverige. Hägring 38 har översatts till sjutton språk, och hösten 2017 sattes romanen upp som teaterpjäs på finska på Nationalteatern i Helsingfors.  
År 2022 utgav han tillsammans med brodern Mårten Westö dubbelbiografin Åren. Två bröder berättar.
Kjell Westö var sommarpratare i Sveriges Radios program Sommar i P1 2001 och 2014 och Westö var Vegas sommarpratare år 2014.
Westö var medlem i finska statens litteraturkommission 1998–2001 och  medlem i Konstrådet (Finland) åren 2016–2018.